# فابيو ألفيس فيليكس
فابيو ألفيس فيليكس (بالبرتغالية: Fábio Alves Félix‏) (10 يناير 1980 في ساو برناردو دو كامبو في البرازيل – )؛ هو لاعب كرة قدم سابق كان يلعب كلاعب وسط.

## وصلات خارجية
- فابيو ألفيس فيليكس على موقع رابطة كرة القدم اليابانية للمحترفين (اليابانية)
- فابيو ألفيس فيليكس على موقع قاعدة بيانات كرة القدم.إي يو (الإنجليزية)
- فابيو ألفيس فيليكس على موقع ليكيب (الفرنسية)
- فابيو ألفيس فيليكس على موقع Soccerway.com (الإنجليزية)
- فابيو ألفيس فيليكس على موقع عالم كرة القدم.نت (الإنجليزية)